# Albert III de Saxe-Wittemberg
Pour les articles homonymes, voir Albert III.
Albert III, né vers 1373 à Wittemberg et mort en 1422 (avant le 12 novembre) dans la même ville, est un prince de la maison d'Ascanie, le fils de l'électeur Venceslas de Saxe. Il est duc de Saxe-Wittemberg et électeur de Saxe de 1419 jusqu'à sa mort. Avec son décès, la lignée des Ascaniens à Wittemberg s'éteint.

## Biographie

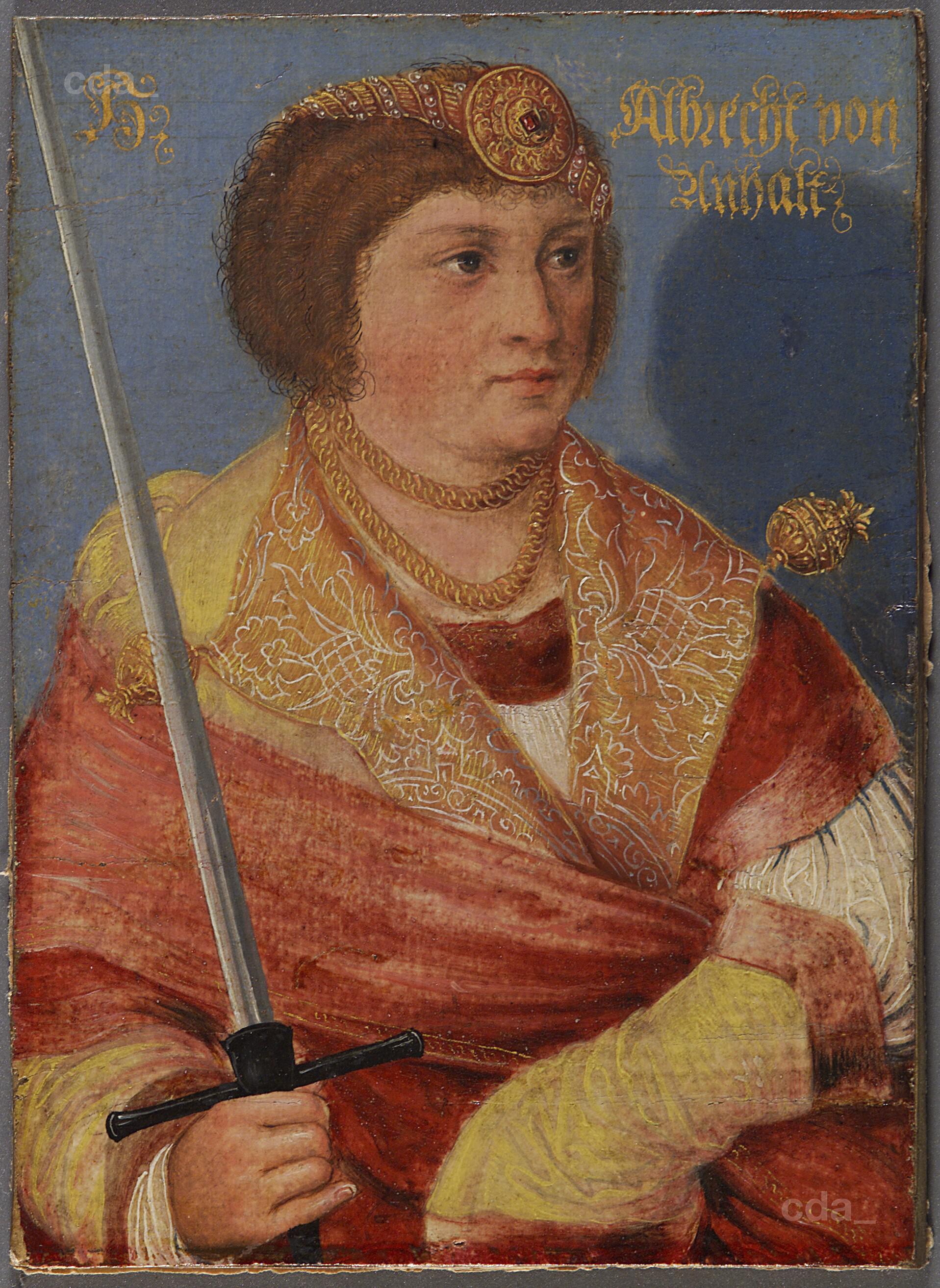
Portrait d'Albert III, Lucas Cranach le Jeune, vers 1580.

Albert est le plus jeune fils de Venceslas († 1388), duc de Saxe-Wittemberg et électeur de Saxe depuis 1370, et de son épouse Cécile (1356-1432), fille de Francesco da Carrara, seigneur de Padoue. Son père contestait avec les Welf dans la guerre de Succession de Lunebourg et est décédé subitement lorsqu'il assiégea la ville de Celle. C'est le frère aîné d'Albert, Rodolphe III qui assure la succession.
En tant que fils cadet, il ne reprit la tête de la Saxe-Wittenberg qu'après la mort de son frère Rodolphe III en mission de combattre les révoltes des hussites en Bohême après la défenestration de Prague en 1419. Albert s'est retrouvé face à un pays marqué par la guerre et sans ressources financières. Impuissant, il s'est disputé avec les citoyens de Wittemberg pour les recettes provenant de la tenue des marchés. Finalement, son voisin l'électeur Frédéric Ier de Brandebourg doit être appelé pour apaiser le conflit.
Albert III meurt sans héritier après trois ans de règne. Avec l'extinction du dernier représentant de la maison d'Ascanie en Saxe-Wittemberg, l'empereur Sigismond attribua le duché et la dignité électorale de Saxe au margrave Frédéric IV de Misnie issu de la maison de Wettin.

## Union et postérité
Albert III épouse le 14 janvier 1420 Euphémie († 1442), une fille du duc silésien Conrad III d'Oleśnica (Œls), issue de la maison Piast. Le couple reste sans postérité. Veuve, Euphémie a reçu le château de Liebenwerda ; elle se remariait en 1432 au prince Georges Ier d'Anhalt-Dessau.